# Pamětní dvoueurové mince roku 2008

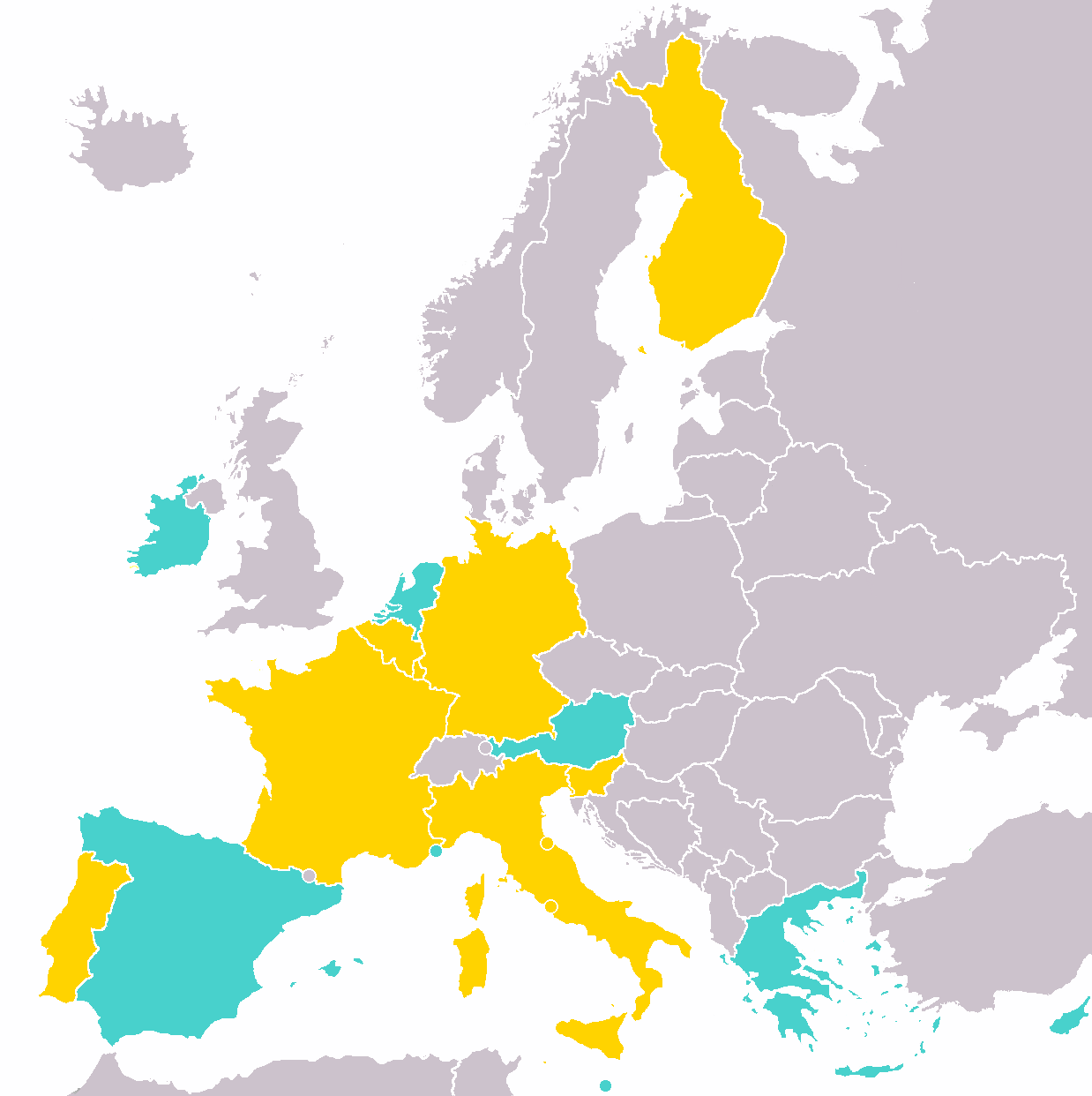
Dvě 2€ pamětní mince
Jedna 2€ pamětní mince
Žádná 2€ pamětní mince
jiný evropský stát

Pamětní dvoueurové mince jsou speciální mince měny euro, které v roce 2008 vydalo deset států.
Evropská unie povolila od roku 2004 členským státům eurozóny (a Monaku, San Marinu a Vatikánu) vydávat omezený počet vlastních pamětních euromincí, ale pouze v hodnotě dvou eur. Mince jsou oběžné. V roce 2008 (už pátý rok) této možnosti využily Německo, Lucembursko, San Marino, Slovinsko, Belgie, Francie, Portugalsko, Vatikán, Finsko a Itálie.

## Přehled mincí
| Vydávající stát | Událost                                                         | Množství   | Datum             | Popis |
| --------------- | --------------------------------------------------------------- | ---------- | ----------------- | --- |
| Německo         | Hlavní hamburský chrám sv. Michaela                             | 30 000 000 | 1. únor 2008      | Mince znázorňuje barokní kostel svatého Michaela známý také pod názvem „Michel“. Jak naznačuje i text pod motivem, symbolizuje mince město a spolkovou zemi Hamburk. V mezikruží je vyznačen rok emise 2008, dvanáct hvězd Evropské unie a slova „BUNDESREPUBLIK DEUTSCHLAND“ (německy Spolková republika Německo). V horní pravé části mincovního pole je uvedena značka mincovny. |
| Lucembursko     | Château de Berg Hlavní rezidence velkovévody                    | 1 300 000  | 1. únor 2008      | Na pravé polovině mince je vyobrazen Château de Berg – hlavní sídlo lucemburských velkovévodů. Nalevo je vyryta podobizna velkovévody Jindřicha I. V dolní části je nápis „LËTZEBUERG“ (lucembursky Lucembursko). V horní části najdeme rok vydání mince. V mezikruží je obvyklých 12 hvězd Evropské unie                                                                           |
| San Marino      | Evropský rok mezikulturního dialogu                             | 130 000    | 20. květen 2008   | Na vnitřní straně mince jsou symbolickým vyobrazením pěti lidských postav a svatých knih různých společenství představeny kultury pěti světadílů, které jsou přítomny na evropském kontinentu. V dolní části mince je napsáno „ANNO EUROPEO DEL DIALOGO INTERCULTURALE“ V mezikruží je obvyklých 12 hvězd Evropské unie.                                                            |
| Slovinsko       | 500 let od narození Primože Trubara                             | 1 000 000  | 26. květen 2008   | Ve vnitřní části mince je z levého profilu zobrazena tvář Primože Trubara. Na levé straně jsou ve dvou půlkruzích nápisy „PRIMOŽ TRUBAR“ a „1508–1586“. Dole na pravé straně se v půlkruhu nachází nápis „SLOVENIJA 2008“. Vnější obvod mince lemuje dvanáct hvězd evropské vlajky.                                                                                                 |
| Belgie          | 60 let od podepsání Všeobecné deklarace lidských práv           | 5 000 000  | 4. červen 2008    | Na vnitřní části mince jsou vyobrazeny křivky okolo obdélníku, do kterého je vepsána číslice 60. Nad tímto motivem je vyznačen letopočet 2008, pod motivem pak nápis „UNIVERSAL DECLARATION OF HUMAN RIGHTS“. Název státu v jeho třech úředních jazycích „BELGIE – BELGIQUE – BELGIEN“ tvoří půlkruh ve spodní části mince.                                                         |
| Francie         | Francouzské předsednictví Radě Evropské unie v 2. pololetí 2008 | 20 000 000 | 2. červenec 2008  | Ústředním motivem je nápis „2008 PRÉSIDENCE FRANÇAISE UNION EUROPÉENNE“ (francouzsky Francouzské předsednictví Evropské unii). V dolní části mince je zkratka vydávající země (RF – République française), mincovní značka a značka designéra. |
| Portugalsko     | 60 let od podepsání Všeobecné deklarace lidských práv           | 1 035 000  | 15. září 2008     | V horní polovině mince je vyobrazen státní znak Portugalska, slovo PORTUGAL a rok ražby 2008. V dolní části mince je geometrické vyobrazení a nápis „60 ANOS DA DECLARAÇÃO UNIVERSAL DOS DIREITOS HUMANOS“. |
| Vatikán         | rok svatého Pavla                                               | 100 000    | 16. říjen 2008    | Ústředním motivem je scéna obrácení svatého Pavla na křesťanství. Při své cestě do Damašku byl oslepen světlem z nebes, ze kterých na něj promluvil Bůh. Po obvodu mince jsou nápisy „CITTÀ DEL VATICANO“ a „ANNO SANCTO PAULO DICATO“. |
| Finsko          | 60 let od podepsání Všeobecné deklarace lidských práv           | 1 500 000  | 24. říjen 2008    | Na vnitřní straně mince je znázorněna postava člověka viděna otvorem v kamenné stěně, který má tvar srdce. Pod srdcem je vyryt nápis „HUMAN RIGHTS“. V horní části mince je letopočet 2008 a v dolní zkratka vydávajícího státu FI a značka mincovny. |
| Itálie          | 60 let od podepsání Všeobecné deklarace lidských práv           | 2 500 000  | 10. prosinec 2008 | Na vnitřní straně mince jsou zobrazeni muž a žena se symboly práva na mír, výživu, práci a svobodu znázorněnými olivovou ratolestí, obilným klasem, ozubeným kolem a ostnatým drátem a dále číslo „60“ v podobě článků zpřetrhaného řetězu. |